# Alvíss
Pour les articles homonymes, voir Alviss.
Alvíss (« Tout sage ») est un nain dans la mythologie nordique.

## Histoire

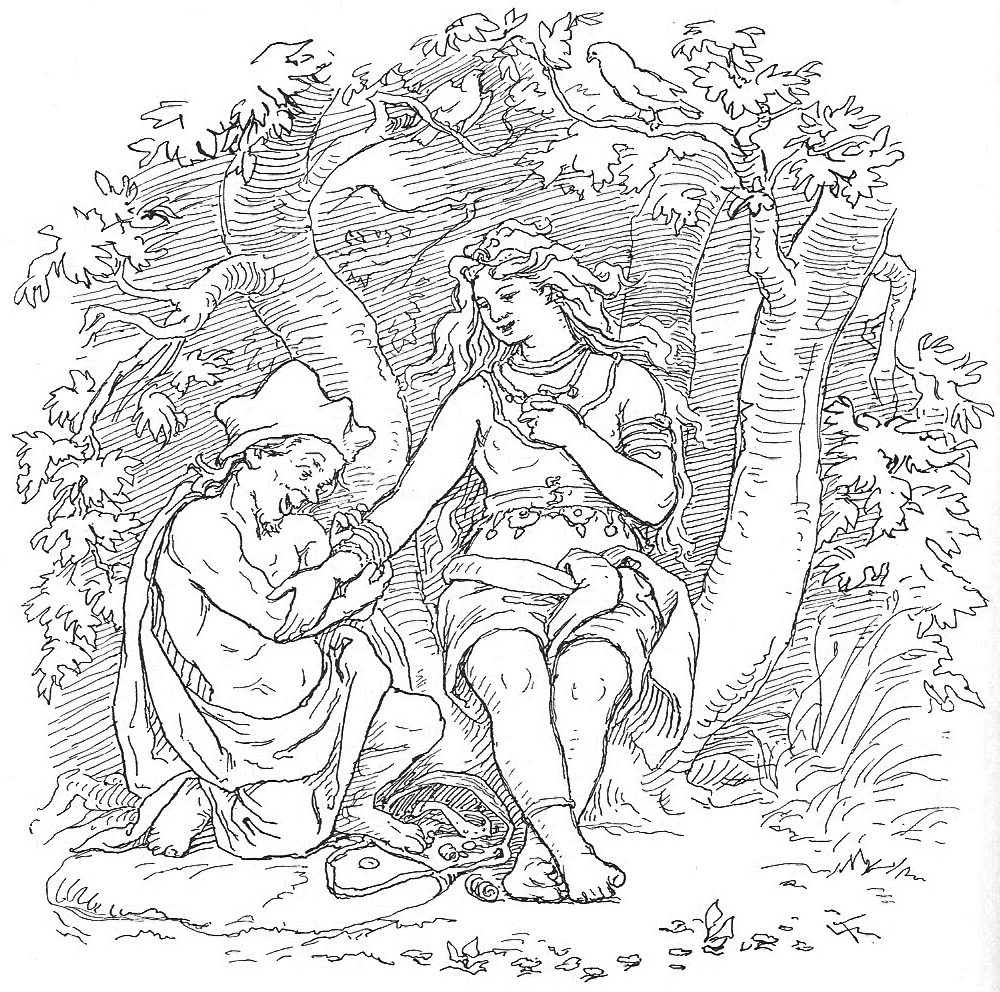
Alvíss passant un bracelet à Thrúd réalisé par Lorenz Frølich

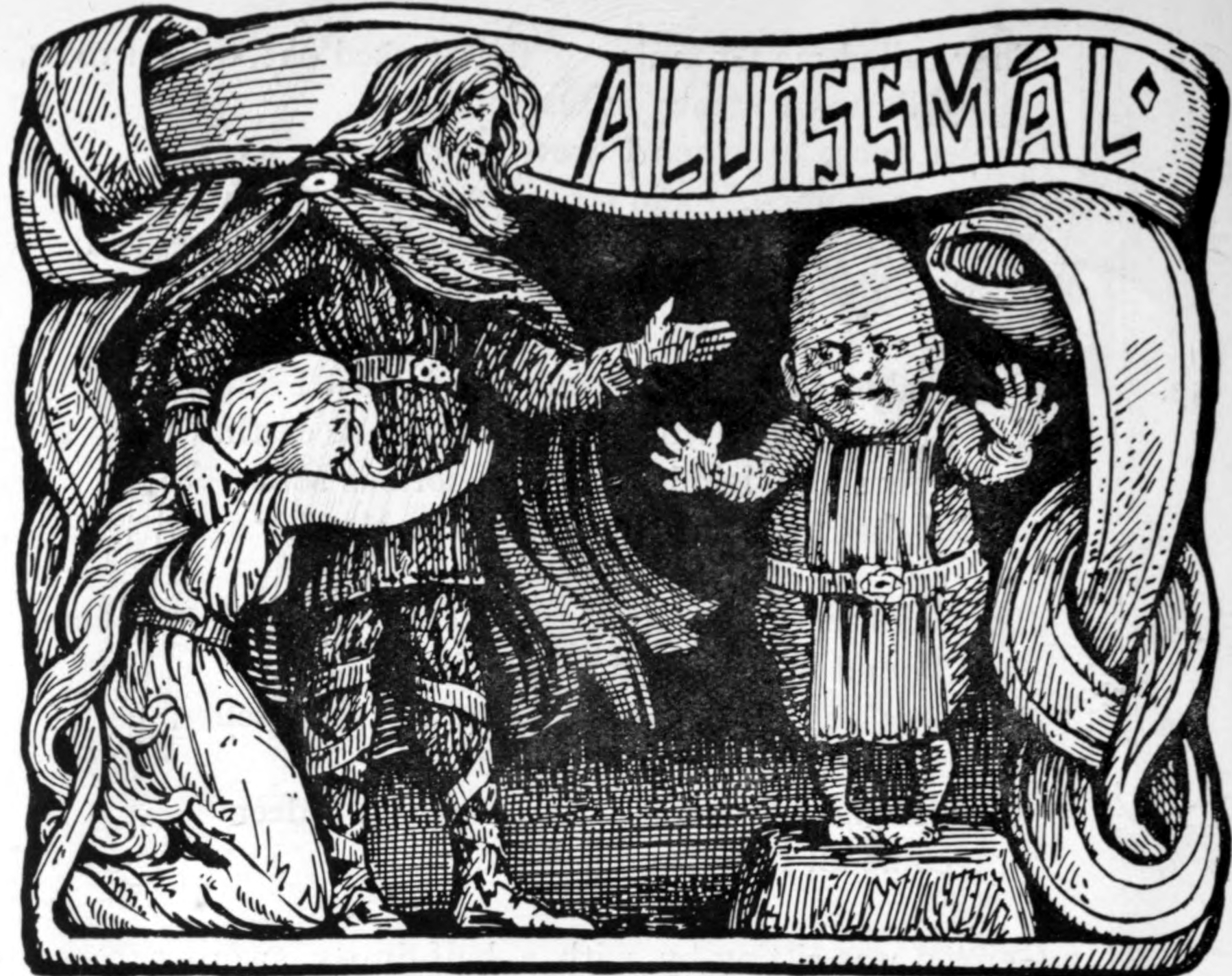
Thor discute avec Alvíss tout en protégeant sa fille réalisé par W. G. Collingwood en 1908

Selon le poème Alvíssmál de l'Edda poétique, la main de Thrúd, la fille du dieu Thor, a été promise à Alvíss. Cette entente a été conclue pendant que Thor n'était pas présent ; si bien que, lorsque Alvíss se présenta pour réclamer la main de Thrúd, Thor n'était pas d'accord. Afin de gagner la main de Thrúd, Alvíss devait répondre à toutes les questions de Thor. Thor dit qu'ainsi il pourrait prouver sa sagesse malgré sa petite taille. Thor questionna le nain jusqu'à ce que le soleil se lève et Alvíss fut pétrifié. En effet, dans la mythologie nordique, les nains deviennent pierre lorsqu'ils sont en contact avec la lumière du soleil.